# Souvignargues
Souvignargues (okzitanisch: Sauvinhargues) ist ein Ort und eine südfranzösische Gemeinde mit 932 Einwohnern (Stand 1. Januar 2022) im Département Gard in der Region Okzitanien. Zur Gemeinde gehört auch das Dorf Escattes.

## Lage
Das Runddorf (Circulade) Souvignargues liegt in einer Höhe von etwa 100 Metern ü. d. M. etwa 25 Kilometer (Fahrtstrecke) westlich von Nîmes nahe der Grenze zum Département Hérault.

## Bevölkerungsentwicklung
| Jahr      | 1968 | 1975 | 1982 | 1990 | 1999 | 2006 |
| Einwohner | 406  | 370  | 460  | 545  | 589  | 683  |

Im 19. Jahrhundert hatte der Ort meist über 600 Einwohner. Infolge der Reblauskrise im Weinbau und der zunehmenden Mechanisierung der Landwirtschaft ging die Zahl der Einwohner seitdem bis auf die Tiefststände seit den 1920er Jahren zurück. Aufgrund der relativen Nähe zur Großstadt Nîmes und den auf dem Lande deutlich niedrigeren Immobilienpreisen ist in den letzten Jahren wieder ein deutlicher Anstieg der Bevölkerungszahlen zu verzeichnen.

## Wirtschaft
In früheren Zeiten lebten die Bewohner des Ortes als weitgehende Selbstversorger von der Landwirtschaft, wobei neben Getreide auch Wein angebaut wurde. Daneben betrieb man ein wenig Viehzucht (Schweine, Hühner etc.). Wie in vielen Orten des Languedoc dominiert seit dem 19. Jahrhundert der Weinbau; die regionale Winzergenossenschaft vermarktet den hier produzierten Wein über die Appellationen Gard, Languedoc und Pays d’Oc. Wegen der Absatzkrise von französischem Wein wird jedoch nur noch auf wenigen Flächen Weinbau betrieben; überwiegend werden wieder Getreide (Weizen, Mais) und Sonnenblumen angebaut.

## Geschichte
Wie die beiden romanischen Kirchen belegen, existierten die Dörfer Sauvignargues und Escattes bereits im 12. Jahrhundert. Der runde Ortskern von Sauvignargues lässt auf einen Umzug des Ortes in den Schutz einer nur noch in Ruinen erhaltenen Burg (château) schließen. Im Verlauf der Hugenottenkriege (1562–1598) wurden die Kirchen beider Orte zerstört bzw. beschädigt. Die Kirche von Escattes wurde in den Camisardenkriegen (1703) erneut Opfer von Übergriffen. Beide Orte wurden kurz nach Ausbruch der Französischen Revolution zu einer Gemeinde zusammengelegt.

## Sehenswürdigkeiten
Souvignargues
- Der alte Ortskern von Souvignargues gehört zum Typus der Circulades – Runddörfer, die aus Verteidigungsgründen um einen Kern, bestehend aus einer Burg und/oder Kirche, herum angelegt wurden und deren äußere Häuserfront als Ersatz für eine kostspielige Stadtmauer diente.
- Die Ruine der im 12. Jahrhundert erbauten Kirche Saint-André liegt etwa 600 Meter nordöstlich von Souvignargues. Es war ein einschiffiger Bau mit einer halbrunden Apsis. Aufgrund einiger mit dekorativen Motiven versehener Steine (Kapitelle, Friese etc.) wurde die Kirche im Jahr 1949 als Monument historique anerkannt.[1]
- Die neue Pfarrkirche ist ein Bau des 16. Jahrhunderts; sie wurde jedoch im 19. Jahrhundert grundlegend erneuert.
- Die protestantische Kirche (temple) stammt aus dem 19. Jahrhundert.

Escattes

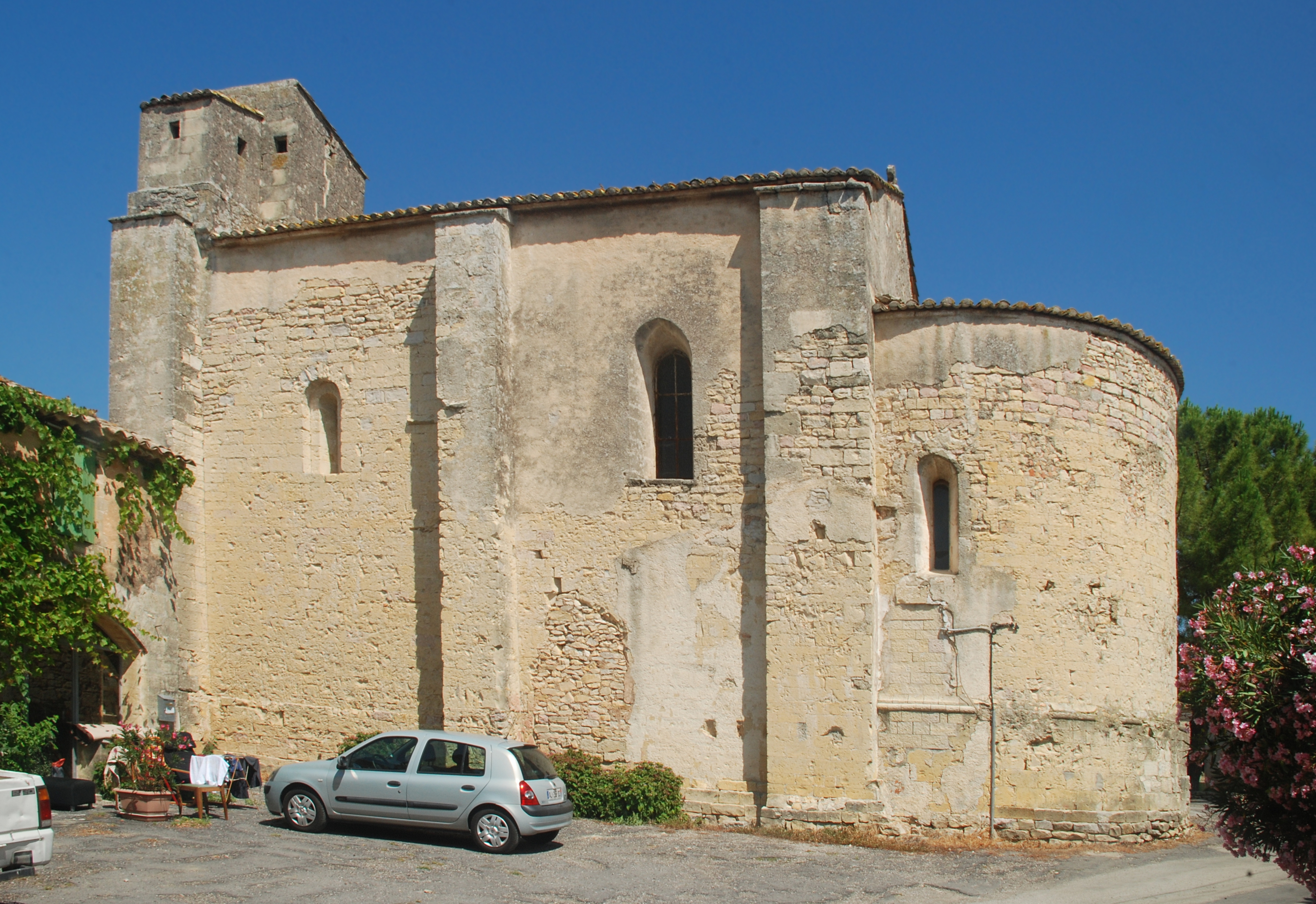
Saint-Étienne d’Escattes

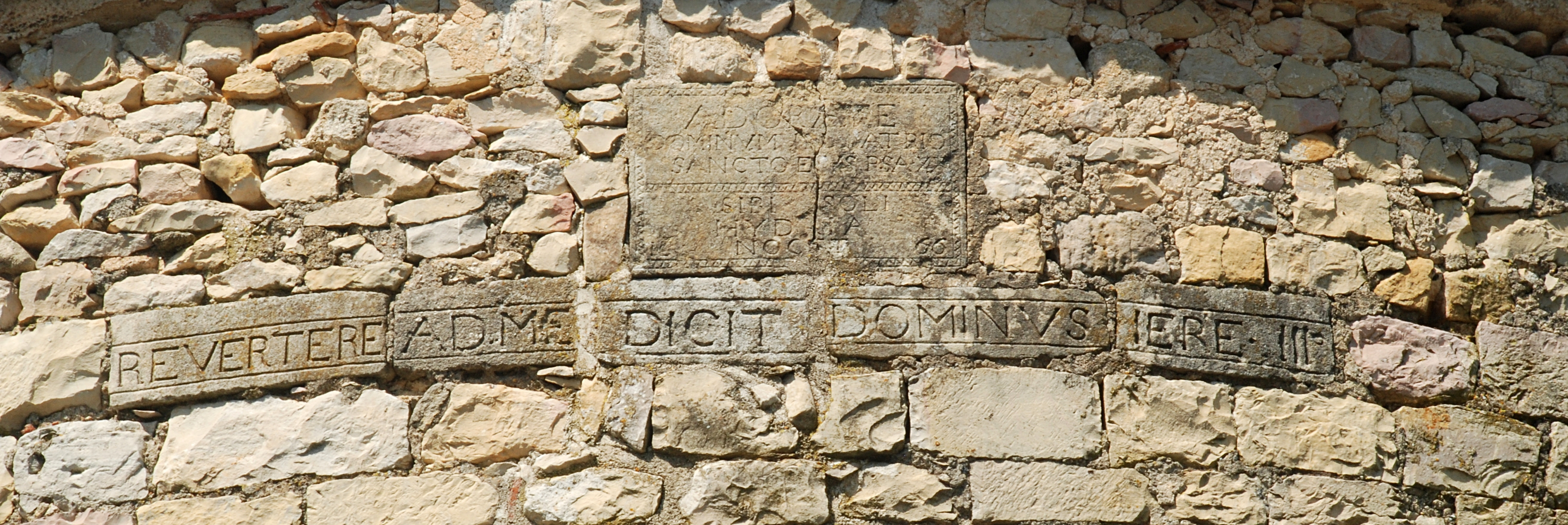
Lateinische Inschriften

- Im etwa drei Kilometer östlich gelegenen Dorf Escattes steht die einfache romanische Kirche Saint-Étienne. Sie wurde im Verlauf der Hugenottenkriege des 16. Jahrhunderts beschädigt, blieb jedoch insgesamt erhalten; das Portal und der Glockengiebel (clocher mur) wurden jedoch in dieser Zeit erneuert. Die Kirche ist seit dem Jahr 1949 als Monument historique anerkannt.[2] Über dem Mittelfenster der ansonsten schmucklosen Außenwand der Apsis finden sich zwei in Stein gehauene lateinische Inschriften, die wahrscheinlich von anderen Bauten stammen und hier als Spolien wiederverwendet wurden:

REVERTERE AD ME DICIT DOMINUS IERE III („Wendet Euch mir zu, sagt der Herr“, Jeremia Kap.3)
und
ADORATE DOMINUM IN ATRIO SANCTO EJUS PSA XX („Betet den Herrn in seinem Hause an“, Psalm 20)
Umgebung
- Auf dem Gemeindegebiet finden sich mehrere meist im 19. Jahrhundert errichtete Feldsteinhütten (cabanes) aus Trockenmauerwerk, in denen sich zur Zeit der Weinlese Wächter aufhielten um Vogelschwärme, Wildschweine oder Diebe fernzuhalten. Die imposanteste ist die zweigeschossige Cabane Le Malet.